# Chronologie du conflit nord-irlandais
Cet article liste les évènements les plus importants du conflit nord-irlandais (aussi connu comme les Troubles).

## 1960 – 1969

### 1964
| janvier | Fondation de la Campaign for Social Justice. |
| juin    | Émeute après que la police et des loyalistes menés par Ian Paisley tentent de retirer un drapeau irlandais d'une permanence du Sinn Féin à Belfast. |

### 1966
| mars   | Formation de l'Ulster Protestant Volunteers. |
| 21 mai | L'Ulster Volunteer Force déclare dans un communiqué fondateur : « À partir de ce jour nous déclarons la guerre à l'IRA et à tous les groupes dissidents. Les membres connus de l'IRA seront exécutés sans pitié et sans hésitation. Des mesures moins extrêmes seront prises contre ceux qui cachent ou protègent ces gens. Mais ceux qui persistent à les aider subiront le même sort. Nous ne tolérons aucune interférence de quelque origine que ce soit, et mettons en garde solennellement les autorités si elles continuent à faire des discours d'apaisement. Nous sommes des protestants bien armés dévoués à cette cause ». |
| juin   | L'UVF tue plusieurs civils catholiques à Belfast. Interdiction de l'UVF. |

### 1967
| 1er février | Fondation de la Northern Ireland Civil Rights Association à Belfast. |

### 1968
| 20 juin   | Des activistes des droits civiques occupent des maisons à Caledon dans le comté de Tyrone pour protester contre la discrimination dans l'allocation de logement. Une célibataire protestante avait obtenu une maison avant une famille catholique. Les RUC interviennent. |
| août      | Première marche pour les droits civiques, joignant Coalisland à Dungannon. |
| 5 octobre | Une marche pour les droits civiques est interdite à Derry. L'appel à manifester maintenu déclenche l'intervention des RUC et trois jours d'émeutes. Cet événement est considéré comme le point de départ du conflit nord-irlandais.                                       |

### 1969
| 4 janvier  | Une manifestation du People's Democracy entre Belfast et Derry est attaquée à plusieurs reprises par des unionistes et des policiers en civil. Au pont Burntollet, 200 unionistes attaquent la marche à coup de barres de fer, de briques et de bouteilles. La police ne protégea que peu la marche.                                                                     |
| 30 mars    | L'Ulster Protestant Volunteers fait exploser une station électrique à Castlereagh, déclenchant une coupure de courant. Cinq autres bombes visèrent les stations électriques et les conduites d'eau durant le mois d'avril. L'IRA est accusée. |
| 17 avril   | Bernadette Devlin devient la plus jeune femme jamais élue à Westminster. |
| 21 avril   | Le contingent d'Irlande du Nord reçoit des renforts (500 soldats) pour la première fois depuis la Seconde Guerre mondiale,. |
| 28 avril   | Terence O'Neill démissionne de son poste de Premier ministre d'Irlande du Nord, remplacé par James Chichester-Clark en mai. |
| 14 juillet | Francis McClusky, 67 ans, meurt après avoir été frappé par le RUC. Il est souvent considéré comme le premier mort des Troubles. |
| 12–14 août | Bataille du Bogside – des émeutes éclatent après une marche des Apprentice Boys de Derry dans le quartier du Bogside. |
| 14–17 août | À la suite des évènements de Derry, des émeutes éclatent à Belfast, Dungannon, Dungiven, Coalisland, Armagh, Newry et Crossmaglen. Huit personnes sont abattues et au moins 133 blessées par balle. Les unionistes incendient plusieurs maisons dans des quartiers républicains. L'armée britannique est déployée dans les rues d'Irlande du Nord, remplaçant la police. |
| 11 octobre | Victor Arbuckle, un officier du RUC, est tué dans l'aire de Shankill Road pendant une émeute loyaliste. C'est le premier officier du RUC tué pendant les Troubles. L'armée britannique tue deux civils. |
| décembre   | L'Irish Republican Army scissionne entre l'Official IRA et la Provisional IRA. |

## 1970 – 1979

### 1970
| mars        | À la suite d'une parade de l'Ordre d'Orange, des émeutes éclatent sur la Springfield Road à Belfast. Les violences cessent au bout de trois jours. Autour de 38 soldats et des douzaines de civils sont blessés.                                                                                                  |
| Avril       | Dissolution des B-Specials. |
| 27 juin     | À la suite de l'arrestation de Bernadette Devlin, des émeutes éclatent à Derry et Belfast. Dans la soirée, des loyalistes font des raids dans les quartiers républicains, entrainant une fusillade avec les républicains, épisode connu comme la bataille de Saint Matthew. Cinq personnes y trouvent la mort.    |
| 3–5 juillet | Durant trois jours, l'armée britannique impose un couvre-feu dans la zone de Falls Road à Belfast, tout en recherchant des armes. L'Official IRA et des émeutiers attaquent l'armée. Cinq civils sont tués, soixante blessés et trois cents arrêtés par l'armée britannique. L'OIRA a tiré sur cinquante soldats. |
| août        | Le Social Democratic and Labour Party (SDLP) est créé. |

### 1971
| 6 février   | Robert Curtis est le premier soldat britannique à mourir pendant les Troubles, tué par l'IRA provisoire |
| 23 mars     | Brian Faulkner devient Premier ministre d'Irlande du Nord. |
| 25 mai      | L'IRA provisoire jette une bombe contre la base militaire de Springfield Road à Belfast, tuant un sergent de l'armée britannique, Michael Willetts, et blessant sept officiers du RUC, deux soldats britanniques and dix-huit civils. |
| 8 juillet   | Pendant des émeutes, des soldats britanniques tuent deux civils catholiques à Free Derry. Des émeutes éclatent et le SDLP boycotte le parlement d'Irlande du Nord,. |
| 9 août      | Opération Demetrius - Début de l'Internement (détention sans jugement). Les forces de sécurité arrêtent 342 personnes soupçonnées d'aider les paramilitaires républicains. Une campagne de désobéissance civile incluant une grève des loyers et des charges est lancée. Entre le 9 et 11 août, 14 civils sont tués par l'armée britannique, et trois membres des forces de sécurité par les républicains. Dans les jours suivants, autour de 7 000 personnes abandonnent leurs foyers. La majorité des morts, exilés et emprisonnés étaient catholiques. |
| septembre   | L'Ulster Defence Association (UDA) et sa branche militaire l'Ulster Freedom Fighters (UFF) sont fondées, devenant bientôt les plus importants groupes loyalistes d'Irlande du Nord. |
| 4 décembre  | Une bombe de l'UVF tue 15 civils et en blesse 17 dans un pub catholique à Belfast. |
| 11 décembre | En réponse à l'attentat du 4 décembre, une bombe de l'IRA tue quatre personnes dont deux bébés dans un pub protestant de Shankill Road à Belfast. |
| 21 décembre | Gerard McDade (frère de James McDade) est tué dans le dos par un soldat de l'armée britannique. |

### 1972
| 30 janvier   | Bloody Sunday - Des parachutistes tirent sur une manifestation pacifique, faisant 14 morts. |
| 2 février    | Funérailles des morts du Bloody Sunday. À Dublin, plus 30 000 personnes manifestent devant l'ambassade britannique, qui est incendiée par des cocktails molotov. |
| 22 février   | 7 personnes meurent dans l'explosion d'une bombe de l'Official IRA à Aldershot Barracks en Angleterre, en représailles au Bloody Sunday. |
| 4 mars       | Une bombe de l'IRA provisoire explose dans un restaurant sur Castle Lane à Belfast, faisant deux morts et 130 blessés. |
| 24 mars      | Direct Rule - Le parlement d'Irlande du Nord est dissous, l'Ulster passe sous le contrôle direct de la Couronne britannique. |
| 14 avril     | L'IRA fait exploser 24 bombes en Irlande du Nord. 14 fusillades entre l'IRA et les forces de sécurité. |
| 28 mai       | Quatre membres de l'IRA provisoire et quatre civils sont tués dans l'explosion accidentelle d'une bombe en cours de fabrication dans une maison sur Anderson Street à Belfast. |
| 29 mai       | L'Official IRA annonce un cessez-le-feu. C'est la fin de la campagne militaire de l'OIRA (celle de la PIRA continuera jusqu'en 1997). |
| 13 juillet   | Série de fusillades à Belfast. L'IRA provisoire abat trois soldats britanniques, et l'armée britannique tue deux civils et un membre de l'IRA provisoire. |
| 14 juillet   | Série de fusillades à Belfast. L'IRA provisoire abat trois soldats britanniques, l'armée britannique tue un membre de l'IRA provisoire et un membre de l'OIRA. Un civil est tué dans des tirs croisés. |
| 21 juillet   | Bloody Friday – Dans l'espace de 75 minutes, l'IRA provisoire fait exploser 22 bombes à Belfast. Six civils, deux soldats de l'armée britannique et un membre de l'UDA sont tués, 130 blessés. |
| 31 juillet   | Opération Motorman - l'armée britannique déploie 21 000 soldats supportés par des tanks et des bulldozers pour reprendre les zones contrôlés par l'IRA provisoire. Attentat de Claudy – Neuf civils meurent dans l'explosion de trois voitures piégées à Claudy, dans le comté de Londonderry. Aucun groupe ne revendique l'action. |
| 1er novembre | Publication du livre vert du gouvernement britannique : Avenir pour l'Irlande du Nord. |
| 1er décembre | Deux civils sont tués et 127 blessés dans l'explosion de deux voitures piégées à Dublin, revendiquée par les loyalistes. |

### 1973
| 4 février  | Un sniper de l'armée britannique tue un membre de l'IRA provisoire et trois civils à la jonction d'Edlingham Street et New Lodge Road à Belfast. |
| 7 février  | L'United Loyalist Council lance une grève d'un jour pour « réétablir le contrôle protestant ou loyaliste dans les affaires de la province » (« re-establish some sort of Protestant or loyalist control over the affairs of the province ». Les paramilitaires unionistes interdisent aux gens d'aller travailler et font fermer les commerces. Huit attentats à la bombe et trente-cinq incendies. Trois loyalistes et un civil sont tués. |
| 17 mai     | Cinq soldats de l'armée britannique sont tués par une bombe de l'IRA provisoire à Omagh dans le comté de Tyrone. |
| 12 juin    | Six civils protestants sont tués par une bombe de l'IRA provisoire à Coleraine dans le comté d'Antrim. L'avertissement avait été donné trop tard. |
| 28 juin    | Début des élections pour l'Assemblée nord-irlandaise. |
| 31 octobre | Trois membres de l'IRA provisoire s'échappent de la prison Mountjoy à Dublin grâce à un hélicoptère. |
| décembre   | Signature de l'accord de Sunningdale. |

### 1974
| 4 février   | Douze personnes meurent dans l'explosion d'une bombe de l'IRA provisoire dans un bus au Yorkshire de l'Ouest en Angleterre. Il transportait des soldats de l'armée britannique et des membres de leurs familles. Neuf soldats et trois civils sont tués.                                                    |
| 20 avril    | 1000e victimes des Troubles. |
| 2 mai       | Six civils catholiques sont tués et dix-huit blessés dans l'explosion d'une bombe de l'UVF au bar Rose & Crown sur Ormeau Road à Belfast. |
| 15 mai      | Début de la grève de l'Ulster Workers' Council. |
| 17 mai      | Attentats de Dublin et Monaghan – L'UVF fait exploser quatre bombes (trois à Dublin et une à Monaghan), tuant 33 civils et en blessant plus de 300. C'est l'attentat le plus meurtrier des Troubles. L'UVF ne revendiqua l'attentat seulement le 15 juillet 1993.                                           |
| 17 juin     | Une bombe de l'IRA provisoire explose à la Chambres du Parlement à Londres, blessant 11 personnes. |
| 5 octobre   | Attentats des pubs de Guildford – Quatre soldats et un civil sont tués dans l'explosion sans avertissement de bombes de l'IRA provisoire contre deux pubs à Guildford, en Angleterre. Les Quatre de Guildford seront accusés de ces attentats, une des plus grandes erreurs judiciaires de Grande-Bretagne. |
| 21 novembre | Attentats des pubs de Birmingham – 21 civils sont tués et 182 blessés dans l'explosion de bombes dans deux pubs à Birmingham en Angleterre. Les Six de Birmingham furent condamnés pour ces attentats et blanchis bien plus tard.                                                                           |
| 10 décembre | L'Irish National Liberation Army (INLA) et sa branche politique, le Parti socialiste républicain irlandais (IRSP) sont fondés dans un village près de Lucan, non loin de Dublin. |
| 22 décembre | L'IRA provisoire annonce un cessez-le-feu jusqu'au 2 janvier., après un attentat à la bombe contre la maison du Premier ministre Edward Heath. |

### 1975
| 10 février    | L'IRA provisoire accepte un cessez-le-feu avec le gouvernement britannique. |
| 20 février    | Un différend éclate entre l'Official IRA (OIRA) et l'Irish National Liberation Army (INLA). Les deux groupes s'entretuent jusqu'en juin 1975.                                                                         |
| mars          | Un différend éclate entre l'Ulster Volunteer Force (UVF) et l'Ulster Defence Association (UDA), aboutissant à plusieurs meurtres.                                                                                     |
| 12 avril      | Six civils catholiques sont tués dans l'attaque du bar Strand par l'UVF à Belfast. |
| 22 juin       | L'UVF tente de faire dérailler un train en plaçant une bombe sur les rails près de Straffan dans le comté de Kildare en république d'Irlande. Un civil est tué en tentant de les arrêter. La bombe explosa trop tard. |
| 17 juillet    | Quatre soldats britanniques sont tués par une bombe de l'IRA provisoire près de Forkhill dans le comté d'Armagh. C'est la première attaque d'envergure depuis le cessez-le-feu.                                       |
| 31 juillet    | Trois membres d'un groupe de musique sont tués par l'UVF après un concert dans le comté de Down. |
| 1er septembre | Cinq civils sont tués et sept blessés durant une attaque de la South Armagh Republican Action Force à Newtownhamilton dans le comté d'Armagh.                                                                         |
| 2 octobre     | L'UVF tue sept civils (six catholiques et un protestant) dans une série d'attaques en Irlande du Nord. Quatre membres de l'UVF meurent dans l'explosion prématurée de leur bombe près de Coleraine.                   |
| 22 novembre   | Trois soldats de l'armée britannique sont tués et un capturé dans une attaque de l'IRA provisoire à South Armagh. |
| 5 décembre    | Fin de l'Internement (détention sans jugement). |
| 6 décembre    | Pendant six jours, quatre membres de l'IRA provisoire prennent en otage deux personnes dans un appartement à Londres en Angleterre.                                                                                   |
| 19 décembre   | Cinq civils catholiques sont tués par le Red Hand Commandos à South Armagh et dans le comté de Louth. |

### 1976
| 4–5 janvier | Six civils catholiques sont tués par l'UVF dans le comté d'Armagh. En représailles, le South Armagh Republican Action Force ou l'IRA provisoire tue dix civils protestants.                                                                                            |
| janvier     | Les SAS sont officiellement déployés en Irlande du Nord. |
| 23 janvier  | Le cessez-le-feu de février de l'IRA provisoire prend officiellement fin. |
| mars        | Fin du Special Category Status pour les prisonniers condamnés pour infraction paramilitaire. |
| 17 mars     | Quatre civils catholiques sont tués dans l'explosion d'une bombe de l'UVF au bar Hillcrest à Dungannon. |
| 15 mai      | Cinq civils catholiques et de nombreux blessés dans l'explosion de deux bombes de l'UVF à Belfast et Charlemont dans le comté d'Armagh. L'IRA provisoire tue trois officiers du RUC dans le comté de Fermanagh et un dans le comté de Down.                            |
| 5 juin      | Neuf civils sont tués dans différentes attaques autour de et à Belfast. L'UVF tue six civils, l'UFF assassine un membre du Sinn Féin, et les républicains tuent deux civils dans un attentats à la bombe.                                                              |
| 2 juillet   | Six civils sont tués dans une attaque de l'UVF contre un pub possédé par des catholiques près d'Antrim dans le comté d'Antrim. |
| 21 juillet  | Christopher Ewart-Biggs, ambassadeur britannique en Irlande, et sa secrétaire Judith Cook, meurent dans l'explosion d'une bombe placée dans leur voiture à Dublin. |
| 30 juillet  | Quatre civils protestants sont abattus dans un bar à Belfast par le Republican Action Force (RAF), un groupe inconnu. |
| 10 août     | Un membre de l'IRA provisoire est tué par l'armée britannique alors qu'il roulait dans Belfast. Le crash de sa voiture tue trois enfants. Des peace rallies sont organisés pendant tout le mois, lançant un mouvement pacifiste réunissant catholiques et protestants. |
| septembre   | Début des Blanket protest dans la prison du Maze, les prisonniers républicains refusant de porter l'habit classique du détenu de droit commun. |
| novembre    | Mairead Corrigan et Betty Williams reçoivent le Prix Nobel de la paix. |

### 1977
| 2 - 13 mai | Grève loyaliste menée par Ian Paisley et l'UDA. |

### 1978
| 17 février     | 11 civils et un officier du RUC sont tués et trente blessés dans l'explosion d'une bombe incendiaire de l'IRA provisoire de l'hôtel La Mon près de Belfast. |
| 17 juin        | L'IRA provisoire tue un officier du RUC et en enlève un autre près de Crossmaglen, dans le comté d'Armagh. Le lendemain, trois officiers du RUC prennent en otage un prêtre catholique en attendant que leur collègue soit libéré. Néanmoins, ils relâchent rapidement le prêtre. En décembre 1978, ces officiers du RUC seront accusés de l'enlèvement et du meurtre d'un commerçant catholique. |
| 21 juin        | L'armée britannique abat trois membres de l'IRA provisoire et un membre de l'UVF à un dépôt de poste sur Ballysillan Road à Belfast. L'IRA provisoire serait venue poser une bombe. |
| 21 septembre   | L'IRA provisoire fait exploser une bombe sur l'aérodrome de la RAF près d'Eglinton dans le comté de Londonderry. Le terminal building, deux hangars et quatre avions sont détruits. |
| 14–19 novembre | L'IRA provisoire fait exploser cinquante bombe dans différentes villes d'Irlande du Nord, blessant 37 personnes. Belfast, Derry, Armagh, Castlederg, Cookstown et Enniskillen sont les plus touchés. |

### 1979
| 20 février  | Onze loyalistes membres des Shankill Butchers sont condamnés à la prison à vie pour 90 meurtres et autres infractions. |
| 22 mars     | L'IRA provisoire assassine Richard Sykes, ambassadeur britannique aux Pays-Bas, à La Haye et fait exploser 24 bombes en Irlande du Nord. |
| 30 mars     | Airey Neave, député conservateur et conseiller de Margaret Thatcher meurt dans l'explosion de sa voiture, piégée par l'INLA, alors qu'il quittait la Chambre des communes à Londres. Il devait devenir le secrétaire d'État pour l'Irlande du Nord. |
| 17 avril    | Quatre officiers du Royal Ulster Constabulary sont tués par un van piégé par l'IRA provisoire à Bessbrook dans le comté d'Armagh. Estimée à 500 kg, la bombe serait la plus importante utilisée jusque-là par l'IRA provisoire. |
| 27 août     | 18 soldats de l'armée britannique d'un convoi sont tués dans l'explosion de deux bombes de l'IRA provisoire sur une route près de Warrenpoint. Lors d'une courte fusillade, l'armée britannique tue un civil. Quatre personnes, dont Lord Mountbatten meurent dans l'explosion d'une bombe de l'IRA provisoire contre leur navire près de la côte du comté de Sligo. |
| septembre   | En visite en république d'Irlande, le pape Jean-Paul II appelle à la fin des violences en Irlande du Nord. |
| 16 décembre | Quatre soldats de l'armée britannique sont tués par une mine de l'IRA provisoire près de Dungannon dans le comté de Tyrone. Un autre soldat britannique est tué par une mine de l'IRA provisoire près de Forkhill, dans le comté d'Armagh. |

## 1980 – 1989

### 1980
| 17 janvier | Une bombe de l'IRA provisoire explose prématurément dans un train près de Belfast, faisant trois mort et cinq blessés. |
| octobre    | Sept prisonniers républicains de la prison de Maze commencent une grève de la faim.                                    |
| décembre   | Fin de la grève de la faim.                                                                                            |

### 1981
| 21 janvier | Norman Stronge (en) et son fils James Stronge (en) sont abattus chez eux par l'IRA provisoire à Tynan Abbey.                                                                                          |
| 1er mars   | Les prisonniers républicains de Maze entament une nouvelle grève de la faim. |
| 9 avril    | Le gréviste de la faim Bobby Sands est élu comme député de Fermanagh-South Tyrone au parlement de Westminster. La loi avait été modifiée pour empêcher les prisonniers de se présenter aux élections. |
| 5 mai      | Après 66 jours de grève de la faim, Bobby Sands meurt à la prison de Maze. Neuf autres grévistes de la faim meurent dans les trois mois suivants                                                      |
| 19 mai     | Cinq soldats de l'armée britannique sont tués dans l'explosion d'une bombe de l'IRA provisoire contre leur véhicule blindé près de Bessbrook dans le comté d'Armagh,.                                 |
| 10 juin    | Huit prisonniers de l'IRA provisoire s'évadent de la prison de Crumlin Road à Belfast. |
| 17 juillet | L'IRA provisoire attaque un poste de l'armée britannique dans South Armagh, tuant un soldat et en blessant un autre.                                                                                  |
| 3 octobre  | Fin de la grève de la faim. |

### 1982
| 20 avril   | Des bombes de l'IRA provisoire explosent à Belfast, Derry, Armagh, Ballymena, Bessbrook et Magherafelt. Deux civils sont tués et douze blessés. |
| 20 juillet | Attentats de Hyde Park et Regent's Park : onze soldats britanniques et sept chevaux sont tués par des bombes de l'IRA provisoire pendant des cérémonies militaires dans les parcs londoniens de Hyde Park et Regent's Park. De nombreux spectateurs sont blessés. |
| 6 décembre | Onze soldats britanniques et six civils sont tués par une bombe de l'INLA au Droppin’ Well Bar à Ballykelly dans le comté de Londonderry. |

### 1983
| 11 avril     | 14 membres de l'UVF sont condamnés à un total de 200 ans de prison. |
| mai          | Ouverture du New Ireland Forum. |
| 13 juillet   | Quatre soldats de l'Ulster Defence Regiment sont tués par une mine de l'IRA provisoire près de Ballygawley, dans le comté de Tyrone.                                                    |
| 5 août       | 22 membres de l'IRA provisoire sont condamnés à un total de 400 ans de prison. Dix-huit verront leur condamnations annulées par la suite.                                               |
| 25 septembre | 38 prisonniers républicains tentent de s'évader de la prison de Maze. |
| 17 décembre  | Une voiture piégée de l'IRA provisoire fait six morts et 90 blessés devant le magasin Harrods à Londres. L'Army Council de l'IRA provisoire déclare n'avoir pas autorisé cette attaque. |

### 1984
| 21 février | Deux membres de l'IRA provisoire et un soldat britannique sont tués dans une fusillade à Dunloy dans le comté d'Antrim. |
| 18 mai     | Trois soldats britanniques sont tués par une mine de l'IRA provisoire à Enniskillen dans le comté de Fermanagh. Deux officiers du Royal Ulster Constabulary sont tués par une mine de l'IRA provisoire près de Camlough dans le comté d'Armagh. |
| 12 octobre | L'IRA provisoire fait exploser une bombe au Grand Hotel de Brighton, lors d'une conférence du Parti conservateur. Cinq personnes dont Anthony Berry sont tués. Margaret Thatcher et son époux Denis Thatcher échappent de peu à la mort.        |
| décembre   | Ian Thain devient le premier soldat britannique du conflit convaincu de meurtre sur un civil. |

### 1985
| 28 février  | Attaque au mortier de l'IRA provisoire contre une base des RUC à Newry, tuant neuf officiers et en blessant 37.                                                          |
| 20 mai      | Quatre officiers du RUC sont tués pas une bombe de l'IRA provisoire près de Killeen dans le comté de Down.                                                               |
| 15 novembre | Margaret Thatcher et Garret FitzGerald signe l'Anglo-Irish Agreement. |
| décembre    | Les quinze député unionistes démissionnent de Westminster pour protester contre l'Anglo-Irish agreement.                                                                 |
| 7 décembre  | L'IRA provisoire attaque une caserne des RUC à Ballygawley, dans le comté de Tyrone. Deux officiers du RUC sont tués et la caserne détruite par l'explosion d'une bombe. |

### 1986
| juin        | L'Assemblée nord-irlandaise est officiellement dissoute. |
| août        | L'IRA provisoire avertit que toute personne travaillant avec les forces de sécurité sera considérée comme une « part de la machine de guerre » et « traitée comme un collaborateur ».                             |
| 2 novembre  | A la conférence du parti à Dublin, le Sinn Féin vote la fin de la politique abstentionniste. L'opposition à cette motion fonde le Republican Sinn Féin.                                                           |
| 10 novembre | Congrès loyaliste dans l'Ulster Hall à Belfast. Les principaux intervenants sont Ian Paisley, Peter Robinson et Ivan Foster. Durant ce meeting est fondée l'Ulster Resistance, opposée à l'Anglo-Irish Agreement. |

### 1987
| 8 mai      | Huit membre de l'IRA provisoire et un civil sont tués par le Special Air Service (SAS) à Loughall dans le comté d'Armagh. L'unité de l'IRA provisoire venait d'attaquer une base des RUC. |
| 8 novembre | Onze civils sont tués et 63 blessés dans l'explosion d'une bombe de l'IRA provisoire pendant les cérémonies du Remembrance Day à Enniskillen dans le comté de Fermanagh.                  |

### 1988
| janvier    | John Hume (SDLP) et Gerry Adams (Sinn Féin) tiennent un meeting, considéré comme le point de départ du processus de paix en Irlande du Nord. |
| 6 mars     | Trois membres désarmés de l'IRA provisoire sont tués par le SAS à Gibraltar. |
| 16 mars    | Pendant l'enterrement des morts de Gibraltar, Michael Stone, un loyaliste, attaque la procession à la grenade, tuant un membre de l'IRA provisoire et deux civils et faisant 16 blessés, filmé par les caméras de télévision.                        |
| 19 mars    | Pendant les funérailles de Michael Brady (tué pendant l'enterrement des morts de Gibraltar) deux caporaux de l'armée britannique en civil, pris pour des paramilitaires loyalistes, sont attaqués par des civils puis exécutés par l'IRA provisoire. |
| 15 juin    | Six soldats de l'armée britannique au repos sont tués par une bombe de l'IRA provisoire contre leur véhicule à Lisburn. |
| 20 août    | Huit soldats de l'armée britannique sont tués et 28 blessés dans l'explosion d'une bombe de l'IRA provisoire contre leur bus près de Ballygawley dans le comté de Tyrone.                                                                            |
| 19 octobre | Le gouvernement britannique censure de la BBC toutes organisations suspectées de soutenir le terrorisme, dont 11 groupes républicains et loyaliste, ainsi que Gerry Adams.                                                                           |

### 1989
| 12 février   | Le célèbre solicitor républicain Pat Finucane est abattu par l'Ulster Freedom Fighters (UFF). |
| 22 septembre | 11 membres d'un orchestre militaire britannique sont tués dans l'explosion d'une bombe de l'IRA provisoire dans une caserne à Deal dans le Kent en Angleterre.                                                           |
| octobre      | 28 membres de l'Ulster Defence Regiment sont arrêtés, soupçonnés de collusion avec les paramilitaires loyalistes. |
| 13 décembre  | Attaque de l'IRA provisoire à la mitrailleuse, à la grenade et au lance-flamme contre un checkpoint de l'armée britannique près de Rosslea dans le comté de Fermanagh. Deux soldats britanniques sont tués et un blessé. |

## 1990 – 1999

### 1990
| 9 avril      | Quatre soldats de l'Ulster Defence Regiment sont tués dans l'explosion de leur véhicule contre une mine de l'IRA provisoire près de Downpatrick dans le comté de Down. |
| 6 mai        | L'armée britannique tend une embuscade à l'IRA provisoire dans South Armagh, mais lors d'une contre-embuscade, un soldat britannique est tué. |
| 20 juillet   | L'IRA provisoire fait exploser une bombe à la bourse de Londres. |
| 30 juillet   | Le député conservateur Ian Gow meurt dans l'explosion d'une bombe de l'IRA provisoire placée dans sa voiture. |
| 30 septembre | Deux civils catholiques sont tués par l'armée britannique à Belfast. |
| 24 octobre   | L'IRA provisoire attaque trois postes de l'armée britannique en forçant trois hommes travaillant pour les Britanniques à conduire des voitures chargées d'explosif. La première Proxy bomb (en) explose au checkpoint de Coshquin, tuant le conducteur et cinq soldats. La deuxième explose au checkpoint de Killeen, seul un soldat est tué. La troisième n'explose pas. |
| 22 novembre  | Margaret Thatcher quitte son poste de Premier ministre. |

### 1991
| 3 février  | L'IRA provisoire envoie une Proxy bomb (en) contre une caserne de l'Ulster Defence Regiment à Magherafelt dans le comté de Londonderry, ne causant que des dégâts matériels.                                                       |
| 7 février  | L'IRA provisoire attaque au mortier le 10 Downing Street pendant une réunion du gouvernement. |
| 18 février | Une bombe de l'IRA provisoire explose à Victoria Station dans le métro de Londres, tuant un civil et en blessant 38 autres. |
| 29 avril   | Le Combined Loyalist Military Command (CLMC) annonce un cessez-le-feu jusqu'au 4 juillet c'est-à-dire pendant les négociations entre les quatre principaux partis d'Irlande du Nord (Brooke-Mayhew talks).                         |
| 31 mai     | Attaque au camion piégée de l'IRA provisoire contre une caserne de l'Ulster Defence Regiment dans le comté d'Armagh. Trois soldats sont tués, dix soldats et quatre civils blessés. Ce fut une des plus grosses bombes du conflit. |

### 1992
| 17 janvier   | Une mine de l'IRA provisoire tue neuf civils protestants et en blesse six autres à Teebane Crossroads près de Cookstown dans le comté de Tyrone. Ces hommes travaillaient pour l'armée britannique dans une base à Omagh et revenaient chez eux en minibus. Peu de temps après, Peter Brooke (secrétaire d'État pour l'Irlande du Nord) chante Oh My Darling, Clementine dans l'émission de Raidió Teilifís Éireann, Late Late Show, choquant les milieux unionistes. |
| 4 février    | Allen Moore, un officier du Royal Ulster Constabulary, pénètre dans une permanence du Sinn Féin à Belfast et abat trois civils catholiques avant de se suicider plus tard. |
| 5 février    | L'UFF ouvre le feu sur la boutique d'un bookmaker sur Lower Ormeau Road à Belfast. Cinq civils catholiques sont tués et trois blessés. |
| 16 février   | L'IRA provisoire attaque à la mitrailleuse lourde (montée sur un camion volé) une base de la police à Coalisland dans le comté de Tyrone. L'armée britannique tend une embuscade, tuant quatre membres de l'IRA provisoire et en blessant deux qui réussissent à s'échapper. |
| 10 avril     | Trois civils sont tués dans l'explosion d'une bombe de l'IRA provisoire au Baltic Exchange à Londres. |
| 1er mai      | L'IRA provisoire attaque un checkpoint de l'armée britannique dans South Armagh à l'aide d'un camion piégé modifié pour pouvoir rouler sur les rails. Le checkpoint est détruit et un soldat tué. |
| 17 mai       | Après un attentat à la bombe de l'IRA provisoire à Coalisland, des soldats de l'armée britannique investissent deux pubs et causent de sérieux dommages. Plus tard, un autre groupe de soldats britanniques tirent sur un rassemblement et blessent sept civils. |
| 23 septembre | Une bombe de 2000 livres de l'IRA provisoire explose contre un laboratoire de la police scientifique dans le sud de Belfast. 700 maisons aux alentours sont abîmées et 20 personnes blessées. C'est l'une des plus grosses bombes du conflit. |

### 1993
| 20 mars    | Malgré un avertissement téléphonique, deux enfants sont tués et 56 personnes blessées dans l'explosion de deux bombes de l'IRA provisoire à Cheshire en Angleterre. D'importantes protestations s'organisent en Angleterre comme en Irlande.                                                               |
| 25 mars    | L'UFF tue quatre civils catholiques et un membre de l'IRA provisoire à Castlerock, dans le comté de Londonderry. Plus tard, l'UFF tue un autre civil catholique à Belfast. |
| 24 avril   | Une bombe de l'IRA provisoire explose à Bishopsgate à Londres. Malgré un avertissement, elle tue un civil et en blesse une trentaine d'autres. Les dégâts sont évalués à 350 millions de Livres. |
| 23 octobre | Neuf civils protestants et un membre de l'IRA provisoire sont tués dans l'explosion prématurée d'une bombe de l'IRA provisoire dans un fish and chips sur Shankill Road à Belfast. |
| 31 octobre | À la suite de l'attentat du 23 octobre, 14 civils sont abattus, pour la plupart catholiques. En particulier le 31 octobre, l'UFF abat huit civils et en blesse trente autres dans le Rising Sun Bar à Greysteel dans le comté de Londonderry. Le bar était situé dans une zone catholique et républicaine. |

### 1994
| janvier      | La censure est levée en république d'Irlande. Gerry Adams obtient de Bill Clinton un visa provisoire pour les États-Unis pour le rencontrer. |
| mars         | IRA provisoire attaque au mortier l'aéroport d'Heathrow à Londres, à la suite de plusieurs tentatives avortées le mois précédent.            |
| 2 juin       | 29 personnes, dont dix officiers du Royal Ulster Constabulary, meurent dans le crash de leur hélicoptère à Mull of Kintyre en Écosse.        |
| 16 juin      | L'INLA abat trois membres de l'UVF dans une fusillade sur Shankill Road à Belfast.                                                           |
| 18 juin      | L'UVF abat six civils catholiques et en blesse cinq autres dans une fusillade dans un bar à Loughinisland dans le comté de Down.             |
| 31 août      | L'IRA provisoire annonce un cessez-le-feu unilatéral.                                                                                        |
| 16 septembre | John Major lève la censure en Grande-Bretagne.                                                                                               |
| 13 octobre   | Le Combined Loyalist Military Command (CLMC) annonce un cessez-le-feu, à la suite de celui de l'IRA provisoire.                              |

### 1995
| janvier    | Une délégation du Sinn Féin rencontre officiellement des membres du Northern Ireland Office. |
| 22 février | Les gouvernements irlandais et britannique publient le Joint Framework Documents. |
| mars       | Gerry Adams rencontre Bill Clinton à la Maison-Blanche. |
| juillet    | Lee Clegg (en), un parachutiste de l'armée britannique condamné en 1993 pour le meurtre d'un adolescent catholique, est relâché sur ordre de Patrick Mayhew, le Secrétaire d'état pour l'Irlande du Nord. |
| septembre  | David Trimble est élu à la tête de l'Ulster Unionist Party, à la suite de la démission de James Molyneaux.                                                                                                |

### 1996
| 9 février | L'IRA provisoire fait exploser une bombe dans Docklands à Londres, tuant deux civils et mettant fin au cessez-le feu qui avait duré 17 mois et 9 jours.                                                                                         |
| 10 juin   | Les débats au Parlement d'Irlande du Nord débutent sans le Sinn Féin. |
| 15 juin   | L'IRA provisoire fait exploser une bombe à Manchester en Angleterre, détruisant une large partie du centre ville et blessant plus de 200 personnes. C'était la plus grosse bombe qui explosait en Angleterre depuis la Seconde Guerre mondiale. |
| 7 juillet | La RUC bloque une parade orangiste annuelle, l'empêchant de traverser le quartier républicain de Garvaghy, à Portadown. Les loyalistes attaquent alors la police et bloquent des routes dans toute l'Irlande du Nord.                           |
| 7 octobre | L'IRA provisoire fait exploser deux bombes au quartier général l'armée britannique à Lisburn, faisant un mort et 31 blessés. |

### 1997
| 12 février  | Stephen Restorick, un militaire britannique, est abattu par l'IRA provisoire à Bessbrook dans le comté d'Armagh. |
| 5 avril     | La course hippique Grand National est annulée, et l’hippodrome évacué, à la suite d'une fausse alerte à la bombe de l'IRA provisoire. |
| juin        | Le Sinn Féin gagne son premier siège au Dáil Éireann |
| 6–9 juillet | Pour protéger une parade de l'ordre d'Orange, les forces de sécurité ferment le quartier de Garvaghy à Portadown, donnant lieu à des émeutes dans toute l'Irlande du Nord. Au bout de quatre jours, 60 officiers du Royal Ulster Constabulary, et 56 civils sont blessés, 117 personnes arrêtées, 2 500 balles en plastique tirées, 815 attaques contre les forces de sécurité, 1 506 cocktails molotov jetés et 402 voitures volées. |
| 20 juillet  | L'IRA provisoire annonce un nouveau cessez-le-feu. |
| septembre   | Sinn Féin signe les Mitchell Principles (en). |
| 27 décembre | L'INLA abat en prison le leader de la LVF, Billy Wright, emprisonné à la prison du Maze. Les violences qui éclatent à la suite de cet assassinat font huit morts (sept catholiques et un protestant). |

### 1998
| 10 avril     | Signature de l'Accord de Belfast. |
| 15 mai       | La LVF annonce un cessez-le-feu, espérant encourager la population à voter contre l'Accord de Belfast.                                                                            |
| 22 mai       | Deux référendums se tiennent (un en république d'Irlande et un en Irlande du Nord) sur l'accord de Belfast. En Irlande du Nord, 71,2% vote pour, en république d'Irlande 94,39 %. |
| 25 juin      | Élection de l'Assemblée nord-irlandaise. David Trimble est élu Premier ministre d'Irlande du Nord, Seamus Mallon est nommé député Premier ministre.                               |
| 5–12 juillet | Une parade de l'ordre d'Orange à Portadown déclenche des émeutes. Le 12 juillet, trois enfants sont brûlés par un cocktail molotov lancé par un loyaliste.                        |
| 15 août      | Attentat d'Omagh – Une bombe de la Real IRA fait 29 morts à Omagh dans le comté de Tyrone.                                                                                        |
| 22 août      | L'INLA annonce un cessez-le-feu. |

### 1999
| 27 janvier   | Eamon Collins, membre de l'IRA repenti ayant collaboré avec la justice, est retrouvé mort près de Newry dans le comté de Down. La brigade South Armagh de l'IRA provisoire est suspectée de ce meurtre.               |
| 15 mars      | Rosemary Nelson (en) est tuée par une bombe à Lurgan dans le comté d'Armagh. Attentat revendiqué par Red Hand Defenders.                                                                                              |
| 8 août       | L'INLA et l'IRSP considèrent qu'« Il n'y a plus d'argument politique ou moral pour justifier la reprise d'une campagne [armée] » « There is no political or moral argument to justify a resumption of the campaign ». |
| 11 octobre   | Peter Mandelson replace Mo Mowlam comme secrétaire d'État pour l'Irlande du Nord. |
| 1er décembre | Le Direct rule prend fin, le pouvoir étant transféré à l'Assemblée nord-irlandaise. |

## 2000 – 2009

### 2000
| 11 février   | Le Direct Rule est réintroduit par Peter Mandelson, du fait du manque d'avancée du désarmement.                        |
| 27 mars      | Une enquête sur le Bloody Sunday est engagée à Derry. C'est la plus grosse enquête publique de l'histoire britannique. |
| 29 mai       | L'Assemblée nord-irlandaise est remise en place.                                                                       |
| 2–12 juillet | Nouvelles violences lors de la parade de l'ordre d'Orange à Portadown. 2 000 soldats britanniques sont déployés.       |
| 28 juillet   | Les derniers prisonniers sont libérés de la prison du Maze comme prévu par l'accord du Vendredi saint.                 |
| 21 septembre | La Real IRA tire une roquette (RPG-22) sur le quartier général du MI6 à Londres,.                                      |

### 2001
| 4 mars        | Une bombe de la Real IRA explose à l'extérieur de Centre de télévision de la BBC, ne causant qu'un blessé et des dégâts matériels.                              |
| 19 juin       | La Royal Ulster Constabulary doit protéger les élèves et leurs parents de l'école catholique pour fille Holy Cross à Belfast, à la suite d'attaques loyalistes. |
| 11-13 juillet | Émeutes à Belfast. |
| 3 août        | Une voiture piégée de la Real IRA blesse sept civils dans le quartier de Ealing à Londres.                                                                      |
| 23 octobre    | L'IRA provisoire commence son désarmement. |
| 4 novembre    | Le Police Service of Northern Ireland (PSNI) remplace le Royal Ulster Constabulary, sur la base d'un égal recrutement de catholiques et de protestants.         |